# Festuca belensis
Festuca belensis är en gräsart som beskrevs av M.Toman. Festuca belensis ingår i släktet svinglar, och familjen gräs. Inga underarter finns listade i Catalogue of Life.